# Wöhlk-Reaktion
Die Wöhlk-Reaktion, auch Wöhlk-Test, auch Wöhlk-Malfatti-Reaktion, ist eine halbquantitative Nachweisreaktion für Lactose und Maltose, die durch Zugabe von Ammoniaklösung unter Erhitzen zu einem charakteristischen lachsroten Farbstoff mit einem Absorptionsmaximum von 527 nm führt. Sie wurde benannt nach ihrem Entdecker Alfred Wöhlk, der sie im Jahr 1904 an der Pharmazeutischen Lehranstalt Kopenhagen beschrieb. 1905 wurde sie von dem Innsbrucker Urologie-Professor Hans Malfatti durch die Zugabe von wenigen Tropfen Kalilauge verbessert und bis in die 1960er Jahre in Arzt- und Krankenhauslaboren zur Differenzierung eines Schwangerschaftsdiabetes von der Lactosurie (Auftreten von Lactose bei der Urinuntersuchung, z. B. bei einem Milchstau) verwendet. Im englischen Sprachgebiet wurde für denselben Zweck eine chemisch sehr ähnliche Variante verwendet, bei der die Ammoniaklösung durch eine alkalische Methylammoniumchlorid-Lösung ersetzt wird. Nach ihrem Erfinder William Robert Fearon wird diese Variante „Fearon’s test on methylamine“ genannt und noch im Jahr 2000 in einem indischen Lehrbuch beschrieben.

## Anwendung
Obwohl die Wöhlk-Reaktion im modernen klinischen Labor aufgrund modernerer und besserer Nachweisverfahren (HPLC, GC, Laborschnelltest) obsolet ist, erfährt sie seit 2016 einen erneuten Aufschwung im Chemieunterricht, weil sie dort als halbquantitativer Nachweis für den sehr unterschiedlichen Lactosegehalt von Milchprodukten eingesetzt werden kann (siehe Abbildung).

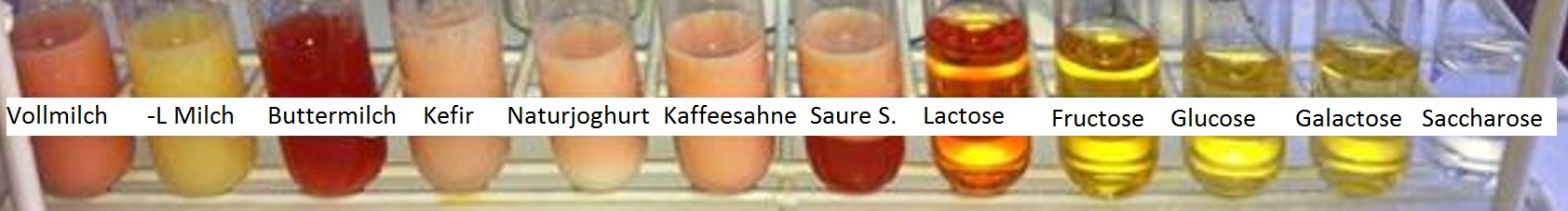
Wöhlk-Reaktion mit unterschiedlichen Milchprodukten und Zuckerlösungen

Auch am Ende eines schulischen Standardexperiments, der Stärkespaltung durch Speichel-Amylase, dient sie zum Nachweis des Disaccharids Maltose, das als Hauptprodukt anfällt, neben Glucose, Isomaltose und anderen zufälligen Resten der endohydrolytischen Spaltung.
Durch systematische Untersuchungen wurde im Januar 2019 an der Europa-Universität Flensburg entdeckt, dass außer Ammoniak und Methylamin auch weitere Amine mit Lactose und anderen 1,4-verknüpften Disaccariden beim Erhitzen (65 °C) in stark alkalischer Lösung (pH 13) einen roten Farbstoff ergeben.
Für die Anwendung im Chemieunterricht hat sich durch die vorgeschriebene Ersatzstoffprüfung gemäß RiSU die Verwendung von Hexan-1,6-Diamin (oft als Hexamethylendiamin oder als 1,6-Diaminohexan bezeichnet) als besonders günstig herausgestellt, zumal diese Chemikalie durch einen weit verbreiteten Versuch zur Nylon-Herstellung ("Nylon-Seil-Trick ") in vielen Schulen bereits vorhanden ist. Das 1,6-Diaminohexan-Verfahren kann somit als eine verbesserte Wöhlk-Probe bezeichnet werden, die den Nachweis von 1,4-verknüpften Disacchariden nicht nur im heißen Wasserbad (T = 65 °C, t = 10 min), sondern auch in der Inverter-Mikrowelle (400 W, t = 60 sec) ermöglicht.

## Reaktionsmechanismus
Der lachsrote Farbstoff ist nicht stabil und konnte bisher weder isoliert noch charakterisiert werden. Daher gibt es auch nur Hypothesen zu dessen Struktur und Bildungsmechanismus. Aufgrund des Habitus in den UV-VIS-Spektren war zunächst davon ausgegangen worden, dass es sich hier um ein betainartiges Pyridiniumdiolat mit intramolekularer Ladungsseparation handeln könnte. Nimmt man jedoch an, dass die Wöhlk-Reaktion ganz analog wie Fearon’s Test verläuft, dann müsste sich auch hier 4-Desoxyglucoson als erstes Zwischenprodukt bilden, das mit Ammoniak zu einem 3(2H)-Oxopyrrol-2-carbaldehydderivat cyclokondensiert und mit einem weiteren Molekül Ammoniak dann unter Abspaltung von Wasser zu einem Bis-enaminoketon mit sekundärem leicht deprotonierbarem Aminostickstoff in der meso-Position reagiert. Die sich anschließende Deprotonierung im stark alkalischen Milieu führt dann zu einem meso-Azaoxonolfarbstoff. Unter diesem Aspekt besitzen also alle bei den Nachweisreaktionen auf Lactose sowie andere 4O-substituierte Zucker nach Wöhlk, Fearon und Krüger sowie Gautier-Morel-Rochat entstehenden roten Farbstoffe das gleiche Farbstoffchromophor und hätten demzufolge die Konstitution von meso-Azaoxonolfarbstoffen.